# Église Saint-Hilaire de Révillon
L'église Saint-Hilaire est une église située à Les Septvallons, dans le département de l'Aisne, en France.

## Localisation
L'église est située sur la commune des Septvallons, dans le département de l'Aisne.

## Historique
Le mobilier de l'église est classé.